# Isla Mocha
Isla Mocha är en ö i Chile.   Den ligger i regionen Región del Biobío, i den södra delen av landet, 600 km sydväst om huvudstaden Santiago de Chile. Arean är 48 kvadratkilometer.
Terrängen på Isla Mocha är lite kuperad. Öns högsta punkt är 387 meter över havet. Den sträcker sig 11,9 kilometer i nord-sydlig riktning, och 8,6 kilometer i öst-västlig riktning.